# セルビア再生運動
セルビア再生運動（セルビアさいせいうんどう、セルビア語:Српски покрет обнове または Srpski pokret obnove、略称SPO）は、セルビアの保守政党。

## 概要

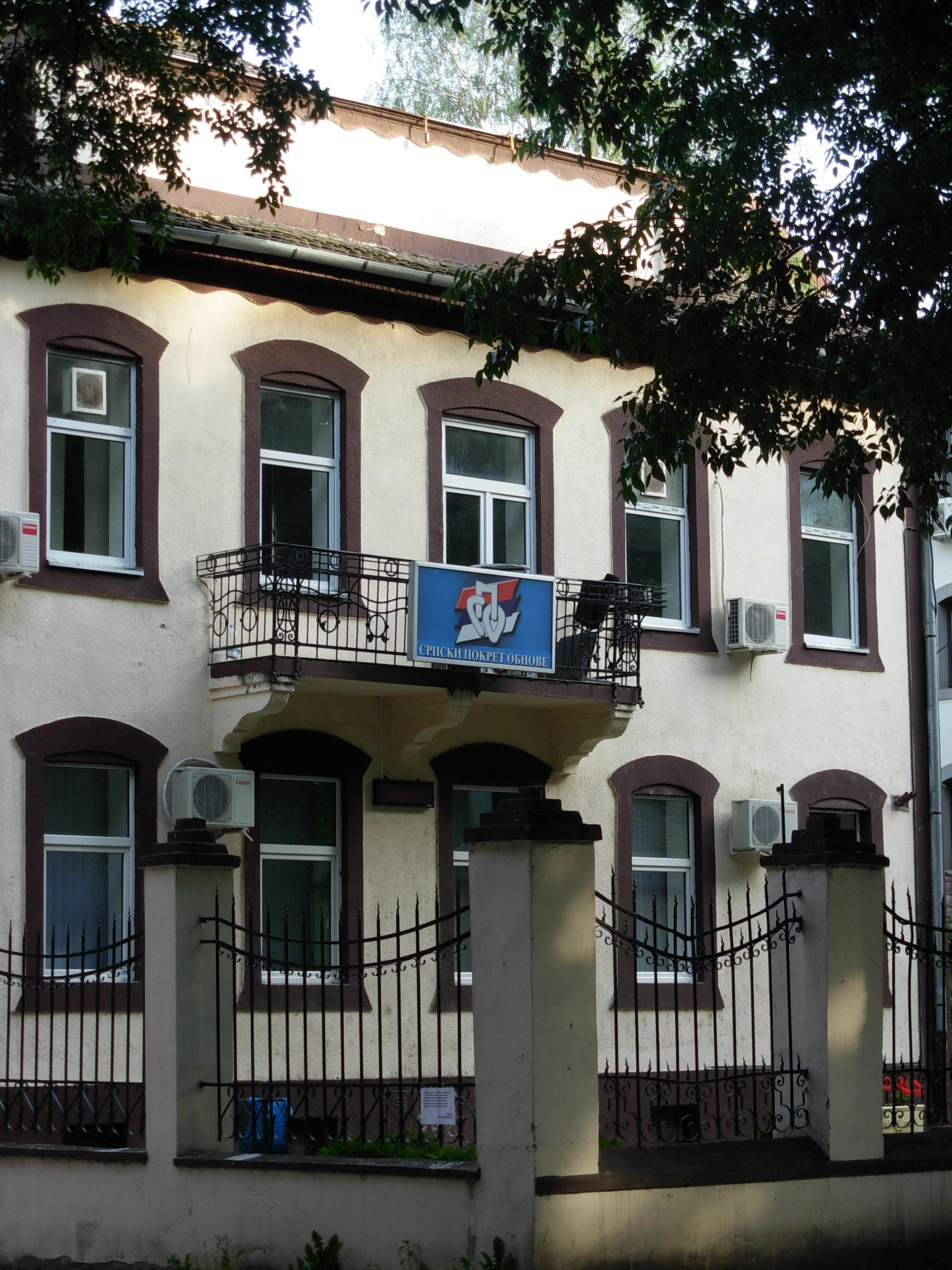
党本部

1990年、東欧革命に余波がユーゴスラビアに及び、各共和国で複数政党制導入の動きが強まる中で創設。大セルビア主義を掲げるが、同時にセルビアの王政復古を求める王党派の政党であるところに特徴がある。同年のセルビア共和国初の議会選挙では小選挙区制の中で善戦し19議席を獲得し、最有力の野党とみられたこともある。しかし同じく民族主義を掲げるセルビア急進党との関係はよくなかった。
党首は党創設以来、ヴク・ドラシュコヴィッチ。スロボダン・ミロシェヴィッチの権威主義的統治に対する反対運動を展開しながら、ミロシェヴィッチ率いるセルビア社会党主導の内閣に副首相として入閣するなど、行動に首尾一貫しない点があり、反ミロシェヴィッチを掲げるセルビアの民主化運動を混乱させた面があった。しかしコソボ紛争でNATO軍による空爆があったときには、政権に抗議して副首相を辞職している。
2000年のミロシェヴィッチ追放（ブルドーザー革命）においては主導権を発揮することができず、その直後の国民議会選挙ではゼロ議席にとどまった。2003年の議会選挙では「新セルビア」と提携し22議席を確保した。しかし再び単独で臨んだ2007年の議会選挙では再びゼロ議席に終わった。2008年の議会選挙では民主党やG17プラス、地域政党などと親欧米派の政党連合「ヨーロッパ・セルビアのために」に参加、4議席を確保した。
セルビア国民議会議員選挙の結果
| 年     | 得票数    | 得票率 | 獲得議席 | 議席数の増減 | 選挙後の立場 |
| ------ | --------- | ------ | -------- | ------------ | ------------ |
| 1990年 | 794,789   | 15.79% | 19 / 250 | 19           | 野党         |
| 1992年 | 797.831   | 16.89% | 30 / 250 | 11           | 野党         |
| 1993年 | 715,564   | 16.64% | 37 / 250 | 7            | 野党         |
| 1997年 | 793,988   | 19.18% | 45 / 250 | 8            | 野党         |
| 2000年 | 141,296   | 3.77%  | 0 / 250  | 45           | 議席なし     |
| 2003年 | 293,082   | 7.66%  | 13 / 250 | 13           | 与党         |
| 2007年 | 227,580   | 3.33%  | 0 / 250  | 13           | 議席なし     |
| 2008年 | 1,590,200 | 38.42% | 4 / 250  | 4            | 与党         |
| 2012年 | 255,546   | 6.53%  | 4 / 250  | 増減なし     | 野党         |
| 2014年 | 1,736,920 | 48.35% | 5 / 250  | 1            | 閣外協力     |
| 2016年 | 1,823,147 | 48.25% | 3 / 250  | 2            | 閣外協力     |